# Niambia palmetensis
Niambia palmetensis är en kräftdjursart som beskrevs av Albert Vandel1959. Niambia palmetensis ingår i släktet Niambia och familjen myrbogråsuggor. Inga underarter finns listade i Catalogue of Life.